# 关店乡 (息县)
关店乡，是中华人民共和国河南省信阳市息县下辖的一个乡镇级行政单位。

## 行政区划
关店乡下辖以下地区：
关店村、白湾村、柏庄村、丁店村、桂厅村、黄滩村、姬围孜村、金店村、吕湾村、彭围孜村、前洪庄村、前彭村、任围孜村、王岗村、吴村铺村、新颜村、杨九村、张湾村、赵寨村、中心寨村和朱庄村。